# Charles Scribner's Sons

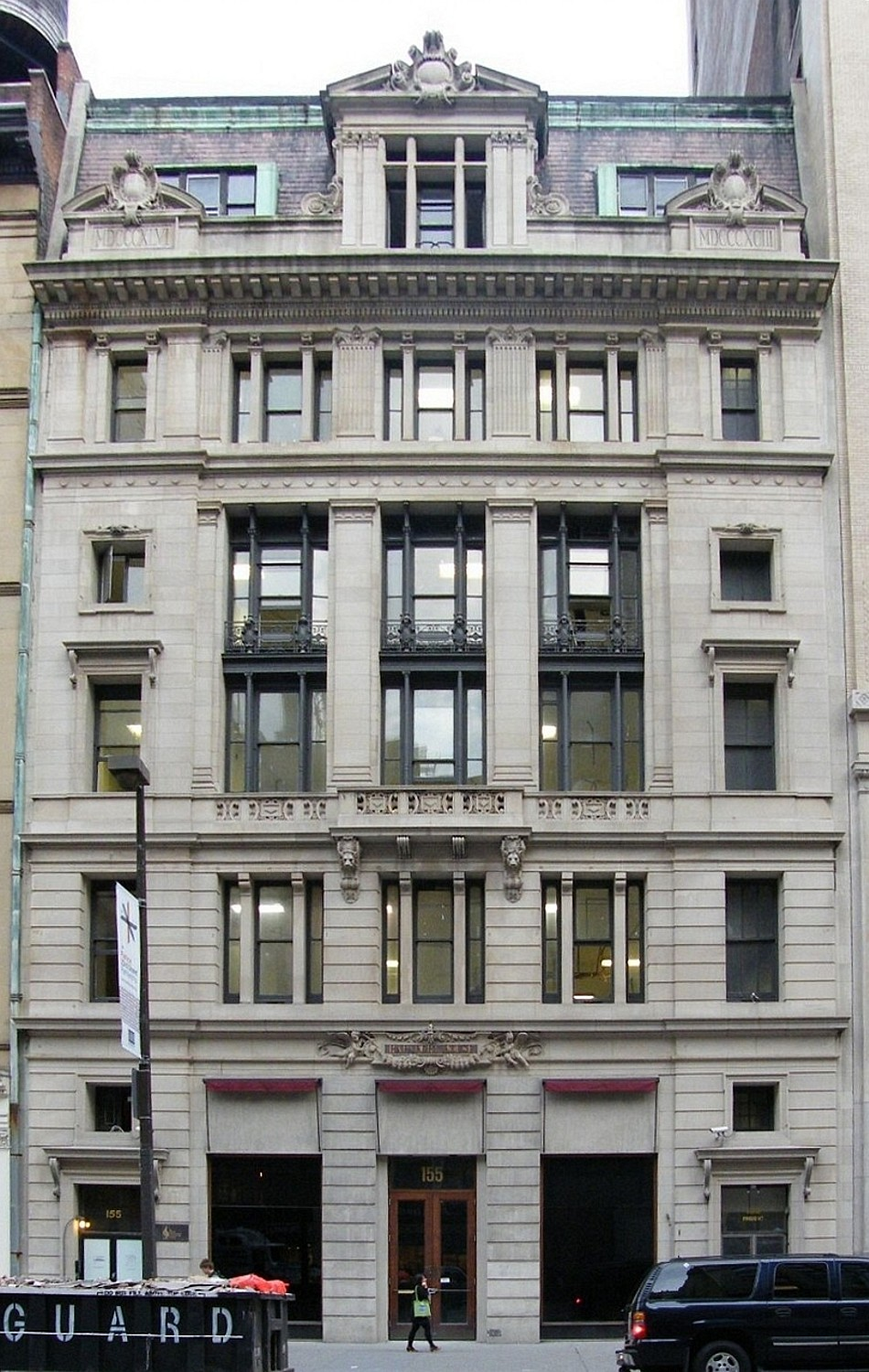
Scribner Building, förlagets tidigare huvudkontor byggt 1893, på 153-157th Fifth Avenue på Manhattan 2008.

Charles Scribner's Sons, även känt som Scribner's eller Scribner, är ett amerikanskt bokförlag baserat i New York, bildat 1846 av Charles Scribner I och Isaac D. Baker. Förlaget är känt för att publicerat många berömda och prisbelönta amerikanska författare, till exempel Ernest Hemingway, F. Scott Fitzgerald, Kurt Vonnegut, Marjorie Kinnan Rawlings, Stephen King, Robert A. Heinlein, Thomas Wolfe, George Santayana, John Clellon Holmes och Edith Wharton.
1978 ingick förlaget i en fusion med förlaget Atheneum Books och bildade The Scribner Book Companies. Detta företag gick, i sin tur, 1984 ihop med det amerikanska förlaget Macmillan Publishers.  
1994 köpte Simon & Schuster det amerikanska Macmillan Publishers. Vid denna tidpunkt bar endast fackböcker och uppslagsverk den ursprungliga etiketten. Simon & Schuster beslöt för att återuppliva etiketten "Scribner" på alla böcker. 1999 sålde de rättigheterna för uppslagsverken till förlaget Gale.
Deras gamla bokaffärer ägs nu av Barnes & Noble.

## Namn
- Baker & Scribner, tills Bakers död 1850
- Charles Scribner Company
- Charles Scribner's Sons
- Scribner